# Lina World
Koordinaten: 38° 10′ 35″ N, 140° 18′ 32″ O
Lina World (japanisch リナワールド) ist ein japanischer Freizeitpark in Kaminoyama, Yamagata, der 1969 eröffnet wurde.

## Achterbahnen
| Name                                                     | Typ                                 | Hersteller                | Eröffnungsjahr |
| -------------------------------------------------------- | ----------------------------------- | ------------------------- | -------------- |
| Hello Kitty Angel Coaster / エンジェルコースター         | Powered Coaster, Familienachterbahn | Zamperla                  | unbekannt      |
| Jetcorster-Discovery / ジェットコースター ディスカバリー | Stahlachterbahn ohne Inversionen    | Meisho Amusement Machines | 1996           |
| Super Coaster / スーパーコースター                       | Stahlachterbahn ohne Inversionen    | Hoei Sangyo               | unbekannt      |

### Ehemalige Achterbahnen
| Name             | Typ        | Hersteller                | Eröffnungsjahr | Schließungsjahr |
| ---------------- | ---------- | ------------------------- | -------------- | --------------- |
| Scramble Coaster | Wilde Maus | Meisho Amusement Machines | 1994           | 2009            |